# 呼赉冈干
呼赉冈干，位于中国内蒙古自治区锡林郭勒盟东乌珠穆沁旗中部的一条河流，发源于嘎海乐苏木努仁查干敖包南山，自南向北流，于阿门托希西北注入伊和沙巴尔诺尔。河长79千米，流域面积1019.66平方千米，河道平均比降2.27‰。干流在阿钦霍布尔（山）以上为干河，以下有间歇水。